# Élisabeth Vonarburg
Élisabeth Vonarburg, née le 5 août 1947 à Paris, est une romancière et nouvelliste de science-fiction féministe qui vit dans la région du Saguenay, au Québec, depuis 1973. Elle écrit également sous le pseudonyme de Sabine Verreault.
Récipiendaire de nombreux prix pour son œuvre de création, elle a également accompli un important travail d'animation dans le milieu québécois de la science-fiction et a traduit vers le français des auteurs canadiens et américains de science-fiction et de fantasy de renom.

## Biographie

### En France
Née Élisabeth Ferron-Wherlin, elle vit en périphérie de Paris, tout d'abord au Blanc-Mesnil, puis à Sergines. À l'Université de Dijon, elle obtient un diplôme de maîtrise dont son mémoire portait sur l'évolution de thèmes littéraires classiques en science-fiction et en fantastique. Elle est l'une des premières à exploiter ce sujet en France.
Afin de devenir enseignante, elle passe l'examen du Certificat d'aptitude professionnelle à l'enseignement secondaire (CAPES), puis obtient une agrégation en littérature moderne en 1972. Jusqu'en 1973, elle est enseignante au lycée de Chalon-sur-Saône.

### Au Québec
En 1973, son mari Jean-Joël Vonarburg est transféré à Chicoutimi (maintenant arrondissement de la ville de Saguenay) dans le cadre d'un échange international comptant pour le service militaire. Elle l'accompagne et devient auteure-compositrice-interprète pour la radio et la télévision (1973-1982) ainsi que traductrice technique chez Alcan (1976-1977).
Elle fraie à nouveau avec le milieu littéraire et universitaire en devenant chargée de cours à l'Université du Québec à Chicoutimi, à l'Université Laval et à l'Université du Québec à Rimouski  pour des cours de littérature, parfois spécialisés en fantastique, en science-fiction ou en création littéraire,.
Elle obtient en 1987 un doctorat en création littéraire de l'Université Laval avec une thèse portant sur sa propre œuvre, à la fois analyse critique et fiction : La Seconde Naissance : entre la même et l'autre,.

### Débuts en science-fiction
Parallèlement, dès 1974, elle s'implique dans le milieu naissant de la science-fiction québécoise en écrivant des critiques et des essais pour le magazine Solaris, alors nommé Requiem. Sa première nouvelle du genre publiée, Marée haute, y paraît en 1978. De 1979 à 1989, elle en est la directrice littéraire. Elle organise la première convention québécoise sur la science-fiction, « Boréal », à l'Université du Québec à Chicoutimi cette même année.
Elle fait ses premiers pas dans la traduction d'ouvrages anglophones de science-fiction et de fantastique, avec La tombe de naissance de Tanith Lee. On lui doit la traduction française de La tapisserie de Fionavar de Guy Gavriel Kay dont elle a traduit ultérieurement plusieurs autres ouvrages, ainsi que quelques douzaines de volumes des grands noms de la science-fiction et de la fantasy : Anne McCaffrey, Neil Gaiman, R.A. Lafferty, Marion Zimmer Bradley, Ian Watson, Cory Doctorow, James Tiptree Jr., Chelsea Quinn Yarbo,,.
Son premier roman de science-fiction, Le Silence de la cité, paraît en 1981 chez Denoël dans la collection Présence du futur. C'est un succès : elle remporte en 1982 pour ce roman le Grand Prix de la SF française, le prix Boréal et le prix Rosny aîné,.
Elle publie un premier recueil de nouvelles, L'Œil de la nuit au Québec en 1980, puis Janus en France, encore chez Denoël, en 1984. Reconnue pour son écriture et son implication dans le milieu, elle anime des ateliers d'écriture en science-fiction et fantastique, et est invitée à la télévision et à la radio afin d'animer des émissions ou des chroniques sur le sujet, tout d'abord en 1976 et 1977 à Radio-Canada, puis en 1985 et 1986 à la station de radio Choc FM et obtient une chronique hebdomadaire à Radio-Canada de 1993 à 1995, intitulée Demain la veille.
Elle publie également en 1986 un manuel intitulé Comment écrire des histoires - Guide de l'explorateur.

### La «Grande Dame de la science-fiction québécoise»
Écrivaine prolifique, elle publie de nombreuses nouvelles, romans et recueils parmi lesquels, en 1992, le roman de science-fiction féministe Chroniques du Pays des Mères, dont la version anglaise remporte le prix spécial du prix Philip-K.-Dick en 1994, en plus du Grand Prix de la science-fiction et du fantastique québécois, du prix Aurora et du prix Boréal. En 1994, paraît le roman Les Voyageurs malgré eux. Ensuite, elle développe en cinq volumes pour adultes et un recueil de nouvelles pour jeunes son Cycle de Tyranaël en 1995 et 1996 ; elle y explore la colonisation d'une planète étrange par les humains, œuvre monumentale de plus de 2000 pages.
En 2005, paraissent La Maison d'oubli, le premier tome d'un nouveau roman, et Reine de mémoire, une saga familiale située en France dans un univers parallèle où règne la magie. Les quatre parties suivantes : Le Dragon de feu, Le Dragon fou, La Princesse de vengeance et La Maison d'équité paraissent respectivement en 2005, 2006 et 2007.
Alire, son éditeur québécois, l'a sacrée « Grande dame de la science-fiction québécoise », désignation fréquemment reprise pour la caractériser,,. Elle aborde dans ses œuvres des thématiques liées au genre, à l'identité, aux mythes, à la religion, à l'environnement dans une perspective féministe.
Élisabeth Vonarburg a été l'invitée d'honneur de l'événement Anticipation 2009, un important congrès mondial de littérature fantastique et de science-fiction, qui a eu lieu à Montréal en 2009.
Elle est membre de l'Union des écrivaines et écrivains québécois et elle a été présidente de l'Association professionnelle des écrivains de la Sagamie-Côte-Nord de 1996 à 2000. Elle a été reçue membre de la Société de l'ordre du bleuet en 2016.

## Œuvres

### Recueils de nouvelles
- L'Œil de la nuit, Longueuil, Le Préambule, 1980, 205 p.  (ISBN 289133017X)
- Janus, Paris, Denoël, 1984, 285 p.
- Ailleurs et au Japon, Montréal, Québec/Amérique, Littérature d'Amérique, 1991, 219 p., (ISBN 2890375277)
- La Maison au bord de la mer, Lévis, Alire, 2000, 275 p., (ISBN 2922145425)
- Le Jeu des coquilles de Nautilus, Lévis, Alire, 2003, 305 p.,  (ISBN 2-922145-77-8)
- Vraies histoires fausses, Gatineau, Vents d'ouest, 2004, 150 p.  (ISBN 2-89537-083-4)
- Sang de pierre, Lévis, Alire, 2009, 373 p.,  (ISBN 978-2-89615-041-0)
- Et autres petits mensonges , Gatineau, Vents d'ouest, Rafales, 2012,  (ISBN 978-2-89537-225-7)
- La Musique du soleil, Lévis, Alire, 2013, 280 p.,  (ISBN 9782896150991)

### Nouvelles
- La Machine lente du temps (1984).
- …suspends ton vol (1992).

### Romans
- Le Silence de la cité, Paris, Denoël, 1981, réédité par Lévis, Alire, 1998, 277 p. (ISBN 9782354089252)
- Chroniques du Pays des Mères, Montréal, Québec/Amérique, 1992, réédité par Lévis, Alire, 1999, 625 p.  (ISBN 2-922145-31-X)
- Les Voyageurs malgré eux, Montréal, Québec/Amérique, 1994, réédité par Lévis, Alire, 2009, 560 p.,  (ISBN 978-2-89615-037-3)
- Chanson pour une sirène en collaboration avec Yves Meynard, Gatineau, Vents d'Ouest, 1995, 93 p.  (ISBN 2-921603-22-5)
- Hôtel Olympia, Lévis, Alire, 2014, 591 p., (ISBN 9782896151059)

#### Cycle de Tyranaël
- Contes de Tyranaël, Montréal, Québec/Amérique,1994, 216 p.  (ISBN 2890376699)

- Les Rêves de la mer, tome 1, Lévis, Alire, 1996,  (ISBN 2-922145-02-6)
- Le Jeu de la perfection, tome 2, Lévis, Alire, 1996  (ISBN 2-922145-03-4)
- Mon frère l'ombre, tome 3, Lévis, Alire, 1997  (ISBN 2-922145-04-2)
- L'Autre Rivage, tome 4, Lévis, Alire, 1997, (ISBN 2-922145-11-5)
- La Mer allée avec le soleil, tome 5, Lévis, Alire, 1997,  (ISBN 2-922145-13-1)

- Tyranaël, Réédition intégrale, Lyon, Les Moutons Électriques, 2021:  
  - Les Rêves de la mer, Le Jeu de la perfection, Mon frère l'ombre, Volume 1  (ISBN 9782361836924)
  - L'Autre Rivage, La Mer allée avec le soleil, Volume 2  (ISBN 9782361836931)

#### Série deReine de Mémoire
- La Maison d'oubli, Tome 1, Lévis, Alire, 2005,  (ISBN 978-2-253-12111-4)
- Le Dragon de feu, Tome 2, Lévis, Alire, 2006, (ISBN 2-89615-051-X)
- Le Dragon fou, Tome 3, Lévis, Alire, 2007, (ISBN 978-289615-052-6)
- La Princesse de vengeance, Tome 4, Lévis, Alire, 2008, (ISBN 978-289615-053-3)
- La Maison d'équité, Tome 5, Lévis, Alire, 2008, (ISBN 978-289615-054-0)

#### SérieLes Pierres et les Roses
- La Voie des pierres, tome 1, Lévis, Alire, 2018,  (ISBN 9782896151813)
- La Voie des roses, Tome 2, Lévis, Alire, 2018,  (ISBN 9782896151868)
- La Balance et le sablier, Tome 3, Lévis, Alire, 2018, (ISBN 9782896151943)

### Romans jeunesse
- Histoire de la princesse et du dragon, Montréal, Québec/Amérique, 1990, réédité par Longueuil, Éditions Trampoline, 2011, 71 p. (ISBN 978-2-923521-19-0)
- Les Contes de la Chatte Rouge, Montréal, Québec/Amérique,1993, réédité par Longueil, éditions Trampoline, 2010, 189 p.  (ISBN 978-2-923521-12-1)
- L'Enfant des neiges, Montréal, Éditions du Phoenix, 2012, 101 p.  (ISBN 9782923425740)

### Essai
- Comment écrire des histoires - Guide de l'explorateur, Lévis, Alire, 2013, 308 p.,  (ISBN 9782896150946)

### Poésie
- Le Lever du récit, Montréal, Les herbes rouges, 1999, 48 p.,  (ISBN 2-89419-158-8)
- Ailleurs ici, Montréal, Les herbes rouges, 2003, 64 p., (ISBN 2-89419-217-7)
- Slow dance, Montréal, Les herbes rouges, 2009, 58 p.,  (ISBN 978-2-89419-291-7)

### Collaborations
- Marée haute dans Vingt maisons du zodiaque, Paris, Denoël, 1979, 272 p. (ISBN 2207302792)
- Voyage au bout de la nuit ordinaire dans Traces, Chicoutimi, Éditions Sagamie, 1984, pp. 159-168.
- Mané, Thécel, Pharès, sous le nom de Sabine Verreault dans Espaces imaginaires IV, Les Imaginoïdes, 1986, (ISBN 2-920513-03-6)
- L'Eldorado dans les glaces de Denys Chabot ; introduction de Elisabeth Vonarburg, Montréal, BQ, 1989, 289 p.  (ISBN 2894060343)
- Mourir, un peu, sous le nom de Sabine Verreault, dans Sous des soleils étrangers, Laval, Ianus, 1989, 284 p. (ISBN 2980168300)
- Un bruit de pluie dans L'Année 1991 de la science-fiction et du fantastique québécois, Montréal, Le Passeur / Logiques, 1993, 264 p. (ISBN 2-89381-201-5)
- L’hiver c’est mon pays  dans Un lac, un fjord I de Danielle Dubé et al., Chicoutimi, JCL, 1994, pp. 93-95,  (ISBN 2-89431-121-4)
- La Louïne, dans Le Bal des ombres, Montréal, Québec/Amérique (coll. Clip 17), 1994, (ISBN 2890376796)
- Le pays où l’on arrive toujours dans Un lac, un fjord II, Mythes et histoires personnelles, Chicoutimi, JCL, 1995, pp. 7-13. (ISBN 2-89431-139-7)
- Images d'ailleurs, Paul Roux avec la collaboration d'Élisabeth Vonarburg pour "La révélation", Laval, Éditions Mille-Îles, 1996, 41 p. (ISBN 2-920993-72-0)
- Vous êtes ici dans Un lac, un fjord III, La ville, Chicoutimi, JCL, 1996, pp. 129-133. (ISBN 2-89431-149-4)
- Le Musée de l'impermanence, dans Effet de lieu, 3e Impérial, Granby, Centre d'essai en art actuel,1997 (ISBN 2-9805637-0-6)
- Aurélie sous les étoiles dans Un lac, un fjord V, Paysages imaginaires, paysages réels : rencontres, Chicoutimi, JCL, 1998, pp. 111-117. (ISBN 2-89431-183-4)
- L’exilée de l’intérieur dans Un lac, un fjord VI, Voyages, Chicoutimi, JCL, 1999, pp. 37-42. (ISBN 2-89431-202-4)
- Sur place dans Un lac, un fjord VII, Passages, Chicoutmi, JCL, 2000, pp. 25-27. (ISBN 2-89431-219-9)
- Matriochkas dans Un lac, un fjord, un fleuve VIII, Jardins secrets, Chicoutimi, JCL, 2001, pp. 89-92. (ISBN 2-89431-245-8)
- La grande bouche dans Un lac, un fjord, un fleuve IX, Nourritures terrestres, Chicoutimi, JCL, 2002, pp. 131-136. (ISBN 2-89431-267-9)

### Traductions
Élisabeth Vonarburg a traduit plusieurs romans et recueils de l'anglais vers le français.
- La Tombe de naissance par Tanith Lee (VF de The Birthgrave), Marabout SF, 1976.
- Par-delà les murs du monde par James Tiptree, Jr (VF de Up the Walls of the World), Paris, Denoël, 1979, 345 p.  (ISBN 9782070359721)
- Fausse aurore par Chelsea Quinn Yarbro (VF de False Dawn) Paris, Denoël, 1980, 283 p.  (ISBN 220730292X)
- Chronomachine lente par Ian Watson (VF de A Very Slow Time Machine), Lattès, Titres SF, 1981.
- L'Aabîme de Léviathan par Jayge Carr (en), (VF de Leviathan's Deep), Albin-Michel, Super-Fiction, 1982, 283 p.  (ISBN 222601411X)
- Le Jour, la Nuit par Tanith Lee (VF de Day by Night), Albin-Michel, Super-Fiction, 1982.
- Et le Diable vous emportera par Jack L. Chalker (VF de And the Devil Will Drag You Under), Albin-Michel, Super-Fiction, 1983, 280 p.  (ISBN 222602087X)
- Le Livre d'or de Lafferty, recueil de nouvelles de R. A. Lafferty, Presses Pocket, 1984.
- Le Livre d'or de Jack Williamson, recueil de nouvelles de Jack Williamson, Presses Pocket, 1988.
- Le Livre d'or de Marion Zimmer Bradley, recueil de nouvelles de Marion Zimmer Bradley, Presses Pocket, 1992 (Élisabeth Vonarburg fut aussi éditrice).
- Le Livre d'or de Anne McCaffrey, recueil de nouvelles de Anne McCaffrey, Presses Pocket, 1992 (Élisabeth Vonarburg fut aussi éditrice).
- Memory Babe, une biographie critique de Jack Kerouac par Gerald Nicosia (VF de Memory Babe), Québec/Amérique, 1994, réédité par Paris, Verticales, 1998, 999 p.  (ISBN 2-84335-095-6)
- L'Arbre de l'été (La tapisserie de Fionavar, tome I) par Guy Gavriel Kay (VF de The Summer Tree), Québec/Amérique, coll. Sextant, Montréal 1994, réédité par Lévis, Alire, 2002,  (ISBN 9782290048597)
- Le Feu vagabond (La tapisserie de Fionavar, tome II) par Guy Gavriel Kay (VF de The Wandering Fire), Québec/Amérique, coll. Sextant, 1995, réédité par Lévis, Alire, 2002  (ISBN 2-922145-69-7)
- La Route obscure (La tapisserie de Fionavar, tome III) par Guy Gavriel Kay (VF de The Dark Road), Québec/Amérique, coll. Sextant, 1995, réédité par Lévis, Alire, 2002,  (ISBN 2-922145-70-0)
- La Chute d'Atlantis par Marion Zimmer Bradley (VF de The Fall of Atlantis), Presses Pocket, 1996.
- En Glenravenne par Marion Zimmer Bradley et Holly Lisle (VF de Glenraven), Lefrancq, 1998, Paris, Fleuve noir, 2003, 371 p.  (ISBN 2265073970)
- Les Lions d'Al-Rassan par Guy Gavriel Kay (VF de The Lions of Al-Rassan), Éditions L'Atalante et Lévis, Éditions Alire, 1999, 653 p.  (ISBN 2922145271)
- Voile vers Sarance par Guy Gavriel Kay (VF de Sailing to Sarantium), Lévis, Alire, 2000,  (ISBN 2-922145-64-6)
- Seigneur des empereurs par Guy Gavriel Kay (VF de Lord of Emperor), Lévis, Alire, 2000,  (ISBN 2-922145-65-4)
- Treize nouvelles policières, noires et mystérieuses (Prix Arthur-Ellis)par Peter Sellers (éditeur) (VF de Arthur Ellis Awards - An Anthology of Prize-Winning Crime & Mystery Fiction), Lévis, Alire, 2003, 308 p.  (ISBN 2-922145-72-7)
- Le Jeu de la passion par Sean Stewart (VF de Passion play), Lévis, Alire, 2003, 244 p.  (ISBN 2-922145-74-3)
- Le Calice noir par Marie Jakober (en) (VF de The Black Chalice), Lévis, Alire, 2004, 718 p.  (ISBN 2-922145-93-X)
- L’Éveil de la magie par Jude Fisher (en) (VF de Sorcery Rising), Paris, Fleuve noir, 2004, 366 p.  (ISBN 2265077488)
- Le Dernier Rayon du soleil par Guy Gavriel Kay (VF de The Last Ray of The Sun), Lévis, Alire, 2005, 559 p.  (ISBN 2-922145-95-6)
- La Magie sauvage, par Jude Fisher (en) (VD de Wild Magic) Paris, Fleuve noir, 2006, 511 p.  (ISBN 2265077496)
- Même les pierres par Marie Jakober (en) (VF de Even the Stones), Lévis, Alire, 2006, 555 p.  (ISBN 2-89615-014-5)
- Ysabel par Guy Gavriel Kay (VF de Ysabel) Lévis, Alire, 2007, 466 p. (ISBN 978-2-89615-022-9)

## Prix et honneurs
- 1978: Prix Dagon (pour L'Œil de la nuit)[1]
- 1980: Prix Boréal de la meilleure production critique[25]
- 1981: Prix littéraire du CRSBP du Saguenay–Lac-Saint-Jean (pour L'Œil de la nuit)[4]
- 1981: Prix Boréal de la meilleure production critique[25]
- 1982: Grand Prix de la SF française (pour Le Silence de la Cité)[1]
- 1982: Prix Rosny aîné (pour Le Silence de la cité)[13]
- 1982: Prix Boréal (pour Le Silence de la cité)[25]
- 1985: Troph'art en Littérature du Saguenay-Lac St-Jean (pour Janus)
- 1987: Prix Casper (pour La Carte du tendre)[26]
- 1990: Prix Casper (pour Cogito)[26]
- 1991: Prix Aurora (pour Ici, des tigres)[26]
- 1991: Prix Aurora (pour Histoire de la princesse et du dragon)[26]
- 1992: Prix Aurora (pour Ailleurs et au Japon)[26]
- 1993: Prix spécial du Jury Philip K. Dick Memorial Award (pour In the Mothers' Land)[1]
- 1993: Prix Aurora (pour Chroniques du Pays des Mères)[1]
- 1993: Grand Prix de la science-fiction et du fantastique québécois (pour Chanson pour une sirène, Initiatique, …Suspends ton vol et Chroniques du Pays des Mères)[27]
- 1993: Prix Création du Gala du Salon du Livre du Saguenay-Lac St.-Jean (pour Chroniques du Pays des Mères)[28]
- 1993: Prix Boréal (pour Chroniques du Pays des Mères)[25]
- 1993: Prix Boréal de la meilleure production critique[25]
- 1995: Prix Boréal de la meilleure production critique
- 1995: Finaliste du prix Philip-K.-Dick (pour Reluctant Voyagers)[7]
- 1996: Nomination pour le Dublin International Award (pour The Maërlande Chronicles)
- 1996: Prix Aurora pour le roman Les voyageurs malgré eux[26]
- 1997: Grand Prix de la science-fiction et du fantastique québécois (pour Le Début du cercle, Les Rêves de la mer et Le Jeu de la perfection)[1]
- 1997: Prix Abitibi-Consolidated (pour Les Rêves de la mer, Le Jeu de la perfection et Mon frère l'ombre)[29]
- 1997: Babet d'or de la Fête du livre de Saint-Étienne (France) pour Les Rêves de la mer, Le Jeu de la perfection et Mon frère l'ombre)
- 1997: Prix Boréal (pour la meilleure nouvelle  Le Début du cercle)[25]
- 1997: Prix Roman du Gala du Salon du Livre du Saguenay-Lac St.-Jean (pour Tyranaël )[28]
- 1998: Prix «Femme et littérature» du Conseil québécois du Statut de la Femme (pour l'ensemble de son œuvre)[1]
- 2001: Prix Boréal (pour Les Dents du dragon)[1]
- 2004: Prix Aurora (pour La Ccourse de Kathryn)[26]
- 2004: Finaliste, Foreword Magazine's Book of the year award (pour Dreams of the Sea)
- 2006: Grand Prix de la science-fiction et du fantastique québécois (pour les tomes 1 et 2 de Reine de mémoire)[1]
- 2006: Prix Boréal (pour le meilleur roman, Reine de mémoire, 1. La Maison d'oubli)[25]
- 2007: Prix Boréal (pour le meilleur roman, Reine de mémoire, 4. La Princesse de vengeance)[25]
- 2007: Prix Cyrano, France, (pour l'ensemble de son œuvre)[30]
- 2007: Prix d'excellence à la Création artistique en région du Conseil des arts et des lettres du Québec[29]
- 2013: Prix Hommage Visionnaire (pour l'ensemble de son œuvre)[31]
- 2015: Prix Aurora-Boréal (pour Hôtel Olympia)[25]
- 2017: Prix Boréal (pour la meilleure nouvelle Le Printemps de Krijka)[25]
- 2018 : Prix Extraordinaire des Utopiales[4]
- 2019: Prix Boréal (pour la trilogie Les Pierres et les Roses)[25]
- 2021 : Finaliste Prix Hervé-Foulon[32] du livre oublié pour son roman Chroniques du pays des mères, initialement paru en 1992.